# Allas-Bocage
Allas-Bocage település Franciaországban, Charente-Maritime megyében. Lakosainak száma 197 fő (2022. január 1.). Allas-Bocage Agudelle, Mirambeau, Nieul-le-Virouil, Saint-Simon-de-Bordes, Salignac-de-Mirambeau és Soubran községekkel határos.

## Népesség
A település népességének változása:
| Lakosok száma | 186  | 173  | 163  | 175  | 220  | 204  | 195  | 196  | 196  | 197  |
|               | 1968 | 1982 | 1990 | 2006 | 2013 | 2015 | 2017 | 2019 | 2020 | 2022 |